# Raúl Zurita
Raúl Zurita (Santiago do Chile, 10 de janeiro de 1950) é um poeta chileno.
Sua obra é marcada pela ditadura militar imposta por Augusto Pinochet. Militante comunista, foi detido, encarcerado e torturado. A partir daí, realizou diversas ações artísticas que pretendiam integrar e ampliar de forma crítica e criativa as diferentes concepções de arte e vida. Realizou variadas ações utilizando seu corpo como meio de expressão, chegando a autolesão e  automutilação. Terminada esta etapa, o poeta começou a se afastar Partido Comunista.
Zurita foi professor de literatura na Universidade do Estado da Califórnia e, atualmente, leciona na Universidade Diego Portales.
Os seus livros foram traduzidos para o inglês, alemão, sueco, grego, árabe, italiano e russo.

## Prêmios
- Péricles Gold Award Itália (1994):
- Prémio Pablo Neruda (1998);
- Prémio Municipal de Literatura (1985);
- Prêmio Nacional de Literatura do Chile (2000)[1];
- Prémio Ibero-americano de poesia Pablo Neruda (2016)
- Prémio Rainha Sofia, 2020

## Obras
- Purgatorio, Editorial Universitaria, Santiago, 1979;
- Anteparaíso, Editores Asociados, Santiago, 1982;
- Literatura, lenguaje y sociedad (1973-1983), ensaio, CENECA, Santiago, 1983
- El paraíso está vacío, Mario Fonseca Editor, Santiago, 1984;
- Canto a su amor desaparecido, Universitaria, Santiago, 1985;
- El amor de Chile, Montt Palumbo, Santiago, 1987;
- Selección de poemas, Eds. Universidad de la Frontera, Temuco, 1990;
- La vida nueva, Universitaria, Santiago, 1994;
- Canto de los ríos que se aman, Universitaria, Santiago, 1997;
- El día más blanco, relato autobiográfico; Aguilar, Santiago, 1999;
- Sobre el amor, el sufrimiento y el nuevo milenio, ensaio, Editorial Andrés Bello, Santiago, 2000;
- Poemas militantes, Dolmen Ediciones, Santiago, 2000;
- INRI, Fondo de Cultura Económica, Santiago, 2003;
- Mi mejilla es el cielo estrellado, prólogos e selecção de Jacobo Sefamí y Alejandro Tarrab, Instituto Coahuilense de Cultura, Editorial Aldus, Fondo Nacional para la Cultura y las Artes, Saltillo, Coahuila, 2004;
- Poemas, antología, Codex, Publicaciones del Centro de Estudios de América Latina, India, 2004;
- Tu vida derrumbándose, Eloísa Cartonera, Buenos Aires, 2005;
- Mis amigos creen, Editorial Lunes, Costa Rica, 2005;
- Los poemas muertos, ensayos, Libros del Umbral, México, 2006;
- Los países muertos, Ediciones Tácitas, Santiago, 2006;
- LVN. El país de tablas, Ediciones Monte Carmelo, México, 2006;
- Poemas de amor, selecção de Sergio Ojeda Barías; Mago Editores, Santiago, 2007;
- Las ciudades de agua, Ediciones Era / Universidad de las Américas, México, 2007;
- In memoriam, Ediciones Tácitas, Santiago, 2008;
- Cinco fragmentos (avanço de Zurita), Animita Cartonera, Santiago, 2008;
- Cuadernos de guerra, (avanço de Zurita), Ediciones Tácitas, Santiago, 2009;
- Poemas 1979-2008, antologia, Ventana Abierta Ediciones, Chile, 2009;
- Sueños para Kurosawa, (avanço de Zurita), Pen Press, 2010;
- Zurita, Ediciones UDP, Santiago, 2011;
- Nuevas ficciones, relatos, LOM Ediciones, Santiago, 2013;
- Tu vida rompiéndose, antologia pessoal, Editorial Lumen, Santiago / Barcelona, 2015
- Verás, antologia, selecção e prólogo do poeta Héctor Hernández Montecinos, Ediciones Biblioteca Nacional, 2017.

### Discografia
- 2011: Desiertos de amor (con González y Los Asistentes)